# Jaime de Aguirre
Jaime de Aguirre, né le 2 février 1952 à Concepción, est un musicien, producteur, homme d'affaires, directeur de télévision et homme politique chilien. Il est ministre des Cultures, des Arts et du Patrimoine entre le 10 mars et 16 août 2023.
Ancien militant de la gauche chrétienne chilienne (MAPU), de Aguirre est une référence nationale de la télévision chilienne, et également l'auteur de l'hymne de la campagne du "Non" au référendum chilien de 1988 contre Augusto Pinochet.

## Biographie

### Parcours personnel et professionnel

#### Jeunesse et militant catholique de gauche
Jaime de Aguirre est le troisième des cinq enfants nés d'Augusto de Aguirre, fils d'un péruvien, et d'Anne Marie Höffa, une immigrée allemande arrivée au Chili en 1939.
Né à Concepción, il part à Santiago et entame des études de droit à l'université du Chili, il s'installe dans le quartier Joao Goulart de La Granja avec un groupe d'amis et rejoint le parti MAPU, se décrivant idéologiquement comme des « chrétiens socialistes, et nous voulions créer un nouveau monde à travers le christianisme » en 2015.
Cependant, il est expulsé de l'université en 1974 en raison de son militantisme au MAPU, en raison du coup d'État de 1973 et part travailler dans une société minière, et découvrant le monde de la musique.

#### Producteur de musique
Il obtient ensuite un diplôme d'ingénieur du son à l'université de Surrey, en Angleterre. De retour à Santiago, il fonde la société de production Filmocentro qui, dans les années 80, enregistre dans leur studio pour le label Alerce. Ainsi, De Aguirre a participé en tant qu'ingénieur du son aux chansons des artistes chiliens Schwenke y Nilo, Fulano, Arak Pacha et Huara, dans la décennie du style Nueva canción et ses chansons folkloriques.

### Parcours politique
Durant les années 70, Jaime de Aguirre est membre de l'aile gauche et de la jeunesse du Parti démocrate-chrétien et participe à la création du parti de gauche chrétienne du Mouvement d'action populaire unitaire, qui a rejoint l'Unité populaire de Salvador Allende.
Après son militantisme au sein du MAPU, de Aguirre devient un indépendant, proche du centre-gauche, il est notamment membre du conseil consultatif de l'ancien président Ricardo Lagos (PPD) avec le sociologue Eugenio Tironi.
Le 10 mars 2023, il est nommé ministre des Cultures, des Arts et du Patrimoine au sein du gouvernement de Gabriel Boric, succédant à Julieta Brodsky Hernández.